# Marino di Marco Cedrino
Marino di Marco Cedrino ou Marino Cedrini, ou encore Marinus Marci Cedrini, est un sculpteur, architecte et graveur italien d’origine vénitienne actif dans la deuxième moitié du XVe siècle.

## Biographie
L'artiste, vénitien d'adoption, est le fils de Marco Cedrini de Rimini. À la mort de son père, il s'installe dans le centre de l'Italie, travaillant principalement entre les régions des Marches et de Romagne où il laisse plusieurs portails sculptés, des sculptures, des arcades et des œuvres architecturales.

## Vénétie
Sa présence à Venise est incertaine, avec deux œuvres qui lui sont attribuées, le haut-relief avec le Christ placé dans le tombeau de la chapelle du Clou sacré de l'église San Pantalon et le tabernacle en marbre de la sacristie des Frari.

## Émilie-Romagne
Le premier ouvrage documenté est le haut-relief du Lion de saint Marc sur la tour de la chapelle de la Rocca Brancaleone de Ravenne, exécuté entre 1458 et 1460 et signé Marinus Marci Cedrini Venetus feci. Toujours à Ravenne, le balcon de la maison Ghigi a été détruit en 1902. En 1464, son œuvre la plus importante et documentée est le portail de l'ancien cathédrale de Forlì, maintenant installé sur la façade de l'église del Carmine. Le portail, orné de branches sculptées, est centré sur la lunette avec un membre de la famille Ordelaffi représentant San Valeriano à cheval, surmonté de quatre statues de saints.

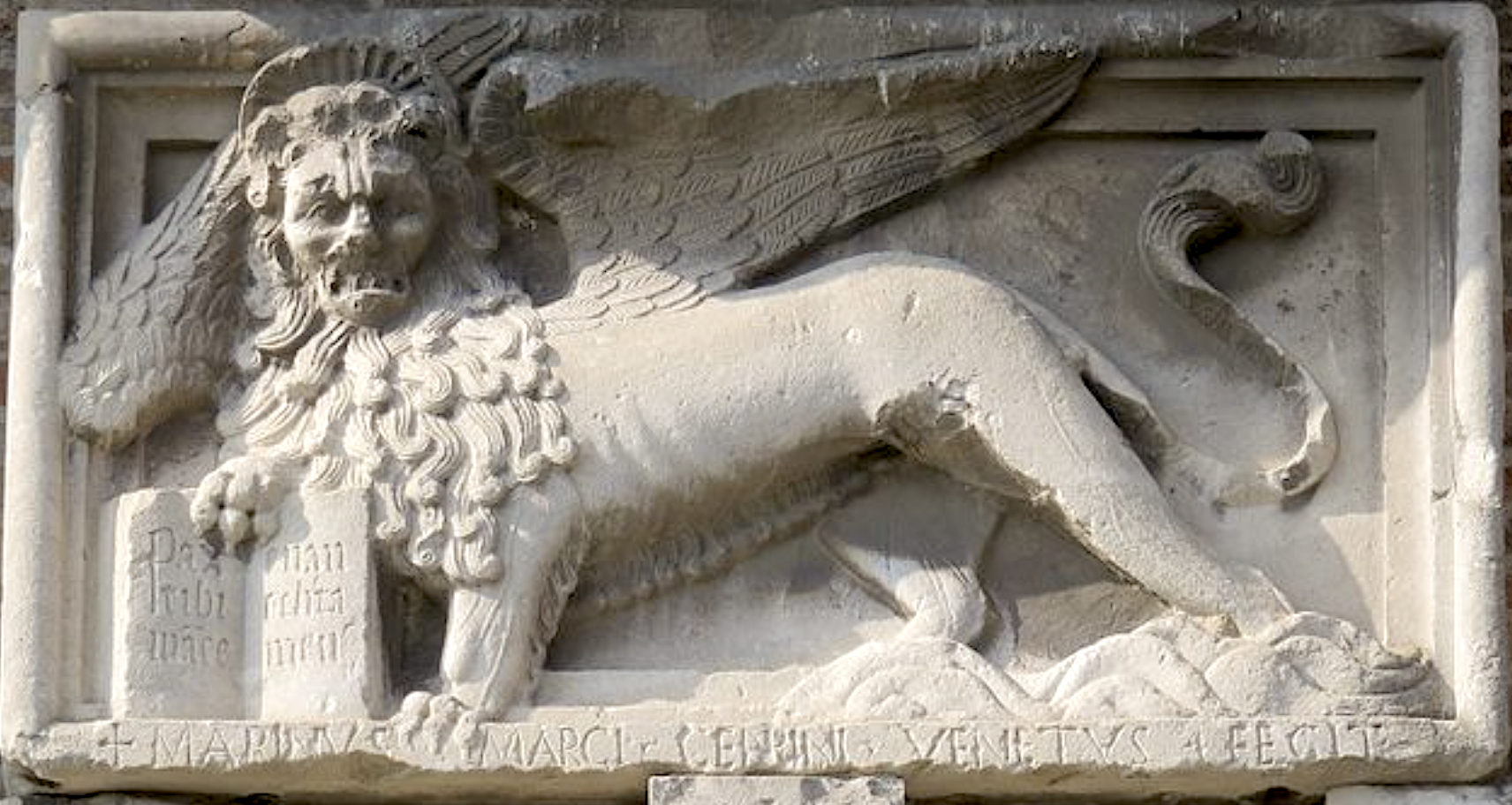
Lion de saint Marc de la Forteresse Brancaleone.
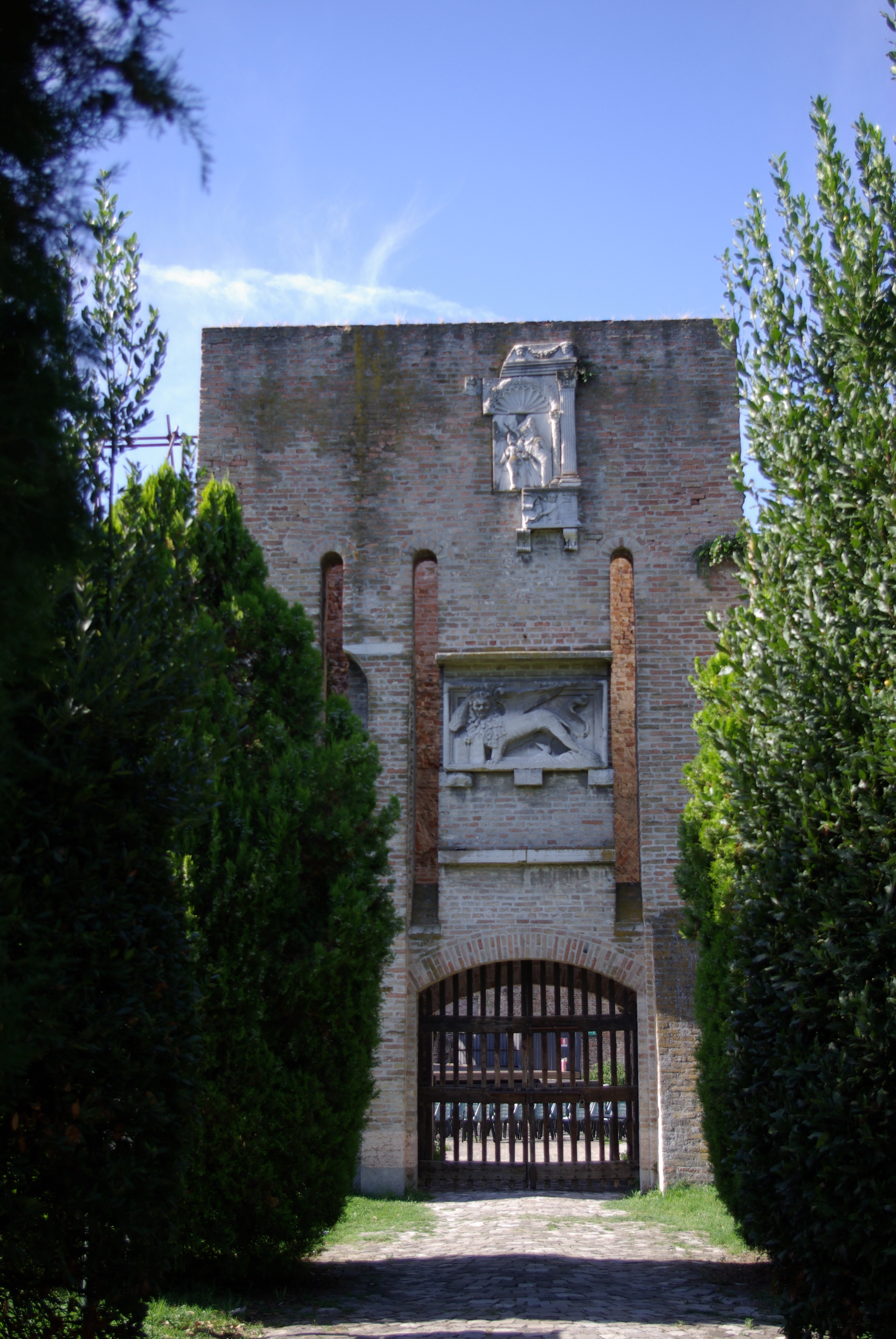
Tour de La Chapelle de la Forteresse Brancaleone.

## Région des Marches
Vers 1460, alors qu'il sculpte un autre lion vénitien, très proche de celui de Ravenne, il réalise une fenêtre à meneaux pour la façade de la maison Ridarelli Nardini à Sant'Angelo in Vado dans la province de Pesaro-Urbino. En 1468, Marino di Marco Cedrino signe le portail de l' Église Saint-Augustin d'Amandola, signant sculpteur de venetus. Fidèle à son style, le portail est gothique mettant en évidence les figures de saint Augustin et de Sainte Monique.

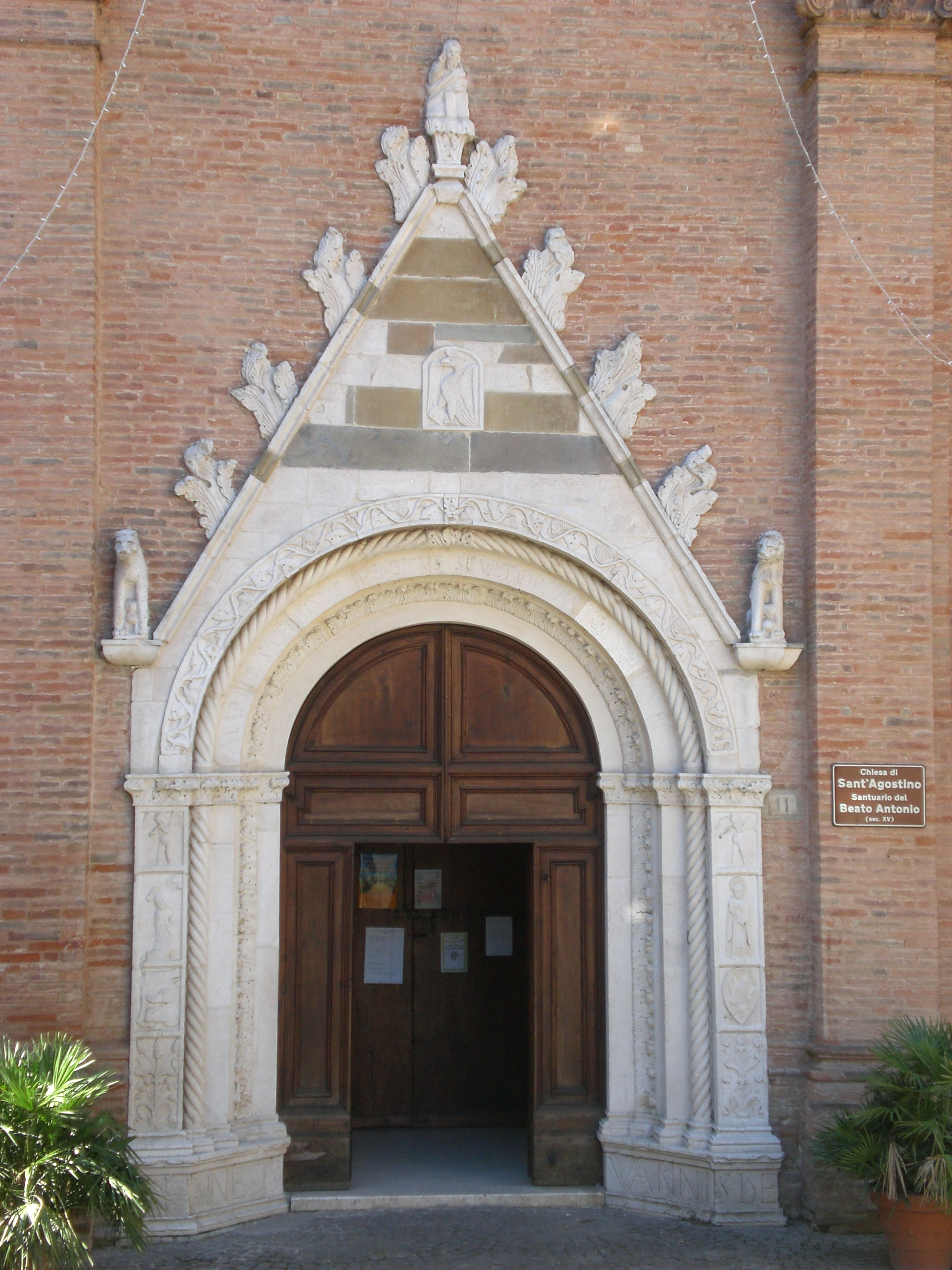
Porte de Sant’Agostino, Amandola
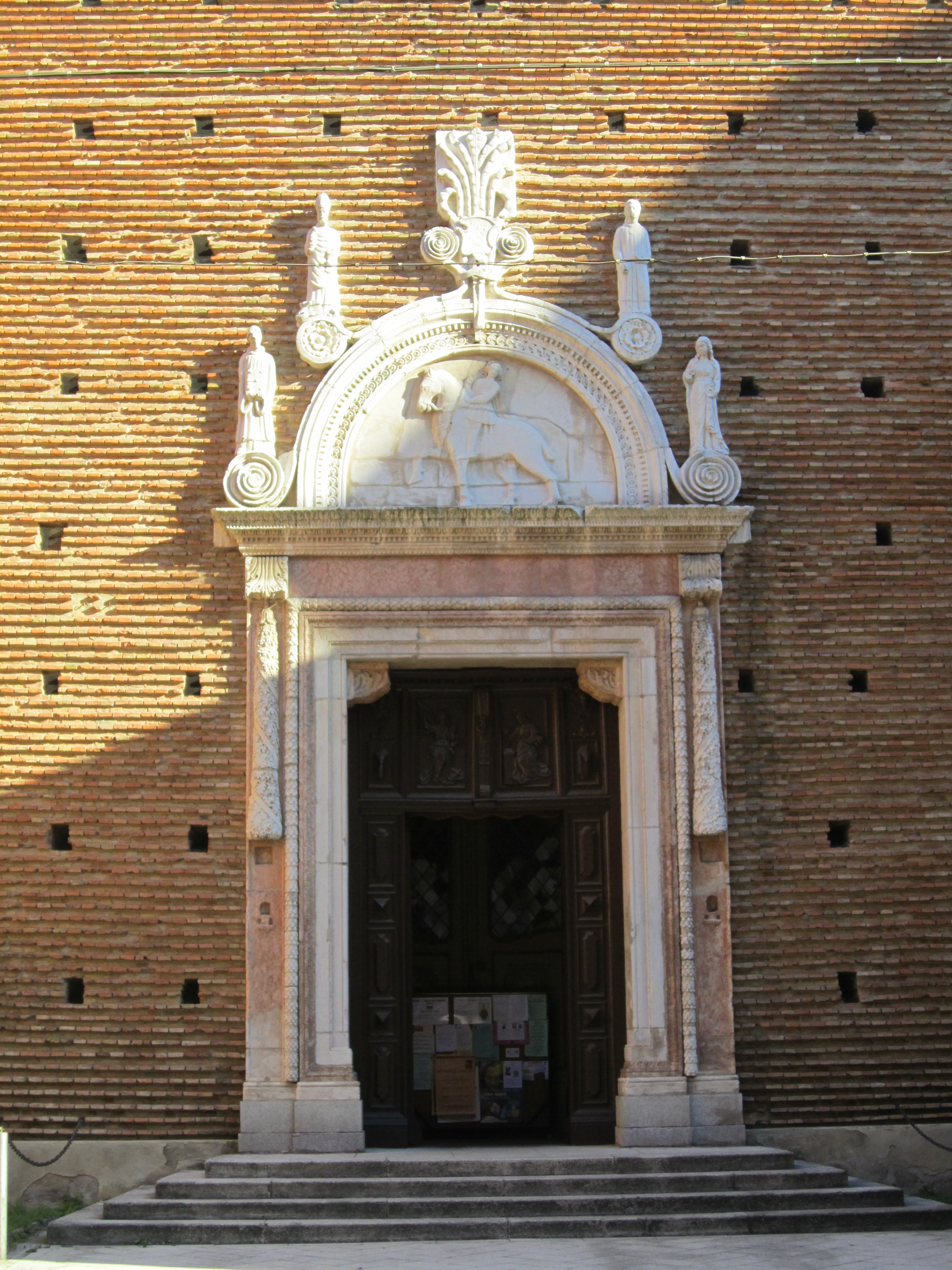
Porte de l’église del Carmine, Forli
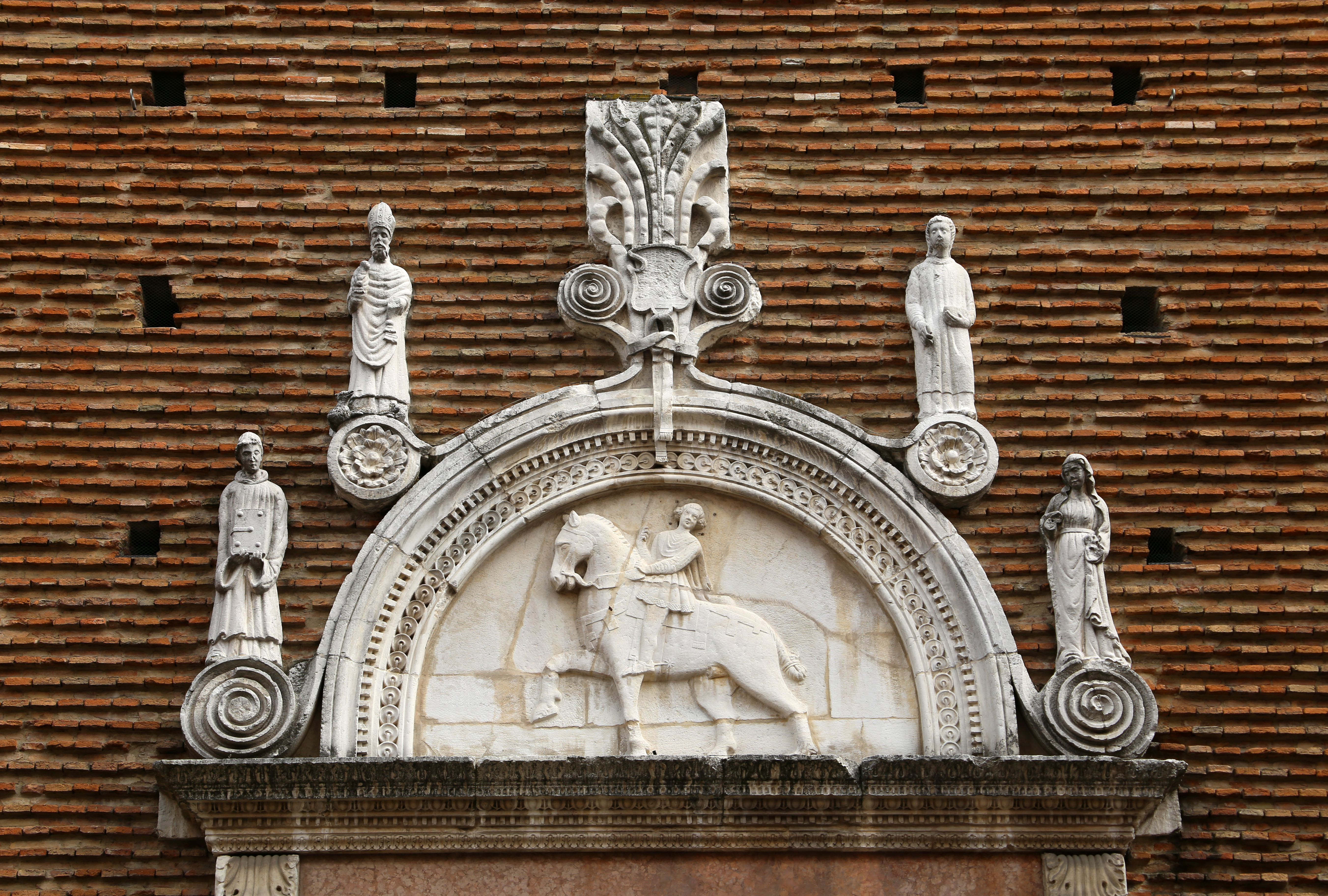
Détail de la Porte du Duomo de Forli

Le 3 octobre 1471, il est nommé maçon et fabricant (muratore et fabricatore) du sanctuaire de Lorette par le commissaire pontifical. Il est chargé de la poursuite de la construction des principaux murs et piliers de l'abside à partir du bras sud du transept. Il collabore à la construction du sanctuaire jusqu'en 1476 ou 1477, où il semble avoir réalisé la porte principale en marbre quand la façade de la Basilique était encore de briques apparentes, c’est-à-dire avant le projet de Donato Bramante et des modifications apportées par Francesco Boccalini et Lattanzio Ventura. Toujours à Loreto, il construisit la façade du Palazzo della Provincia, aujourd'hui Palazzo del Comune.

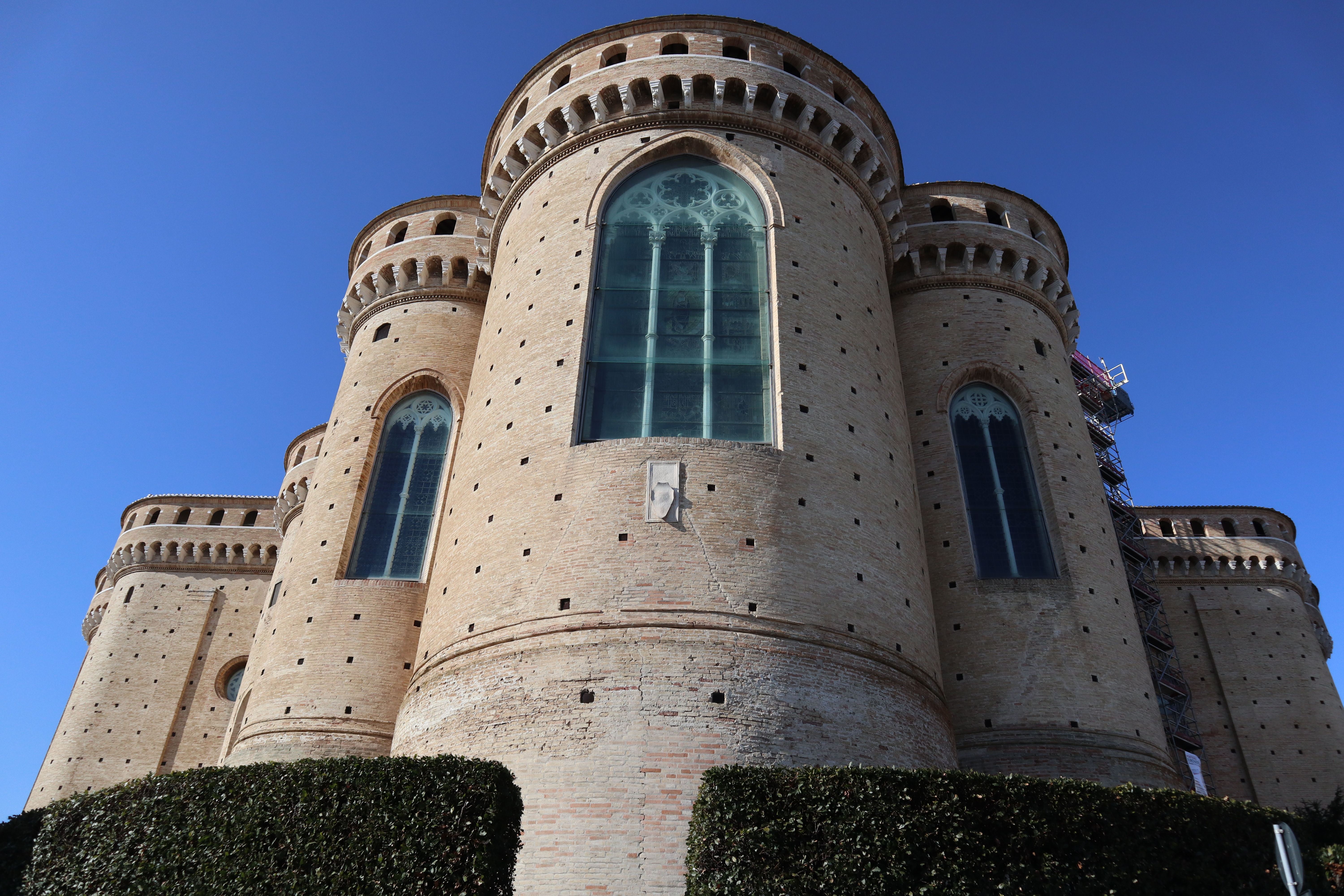
Absides arrières de la Basilique de Loreto
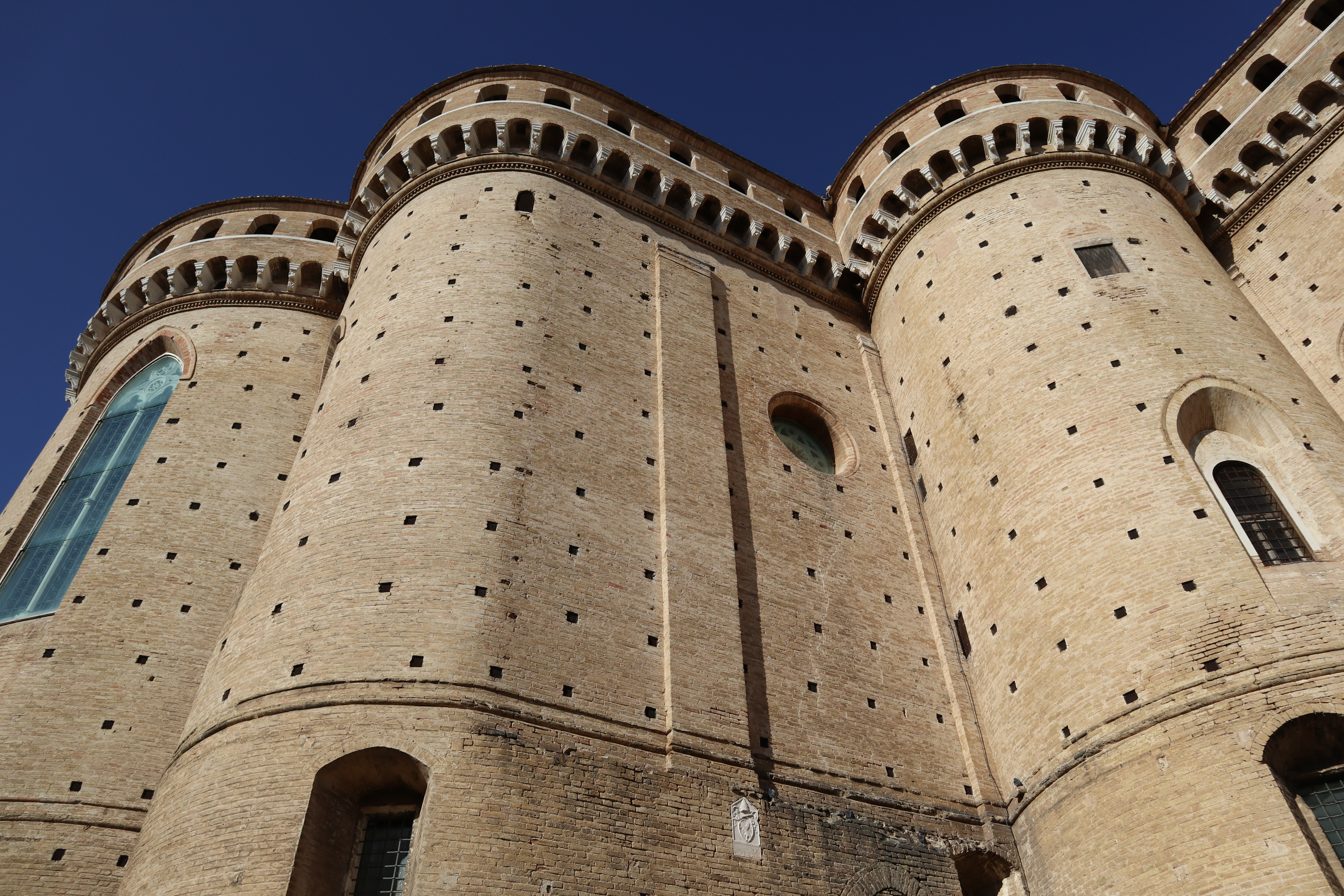
Absides latérales de la Basilique de Loreto
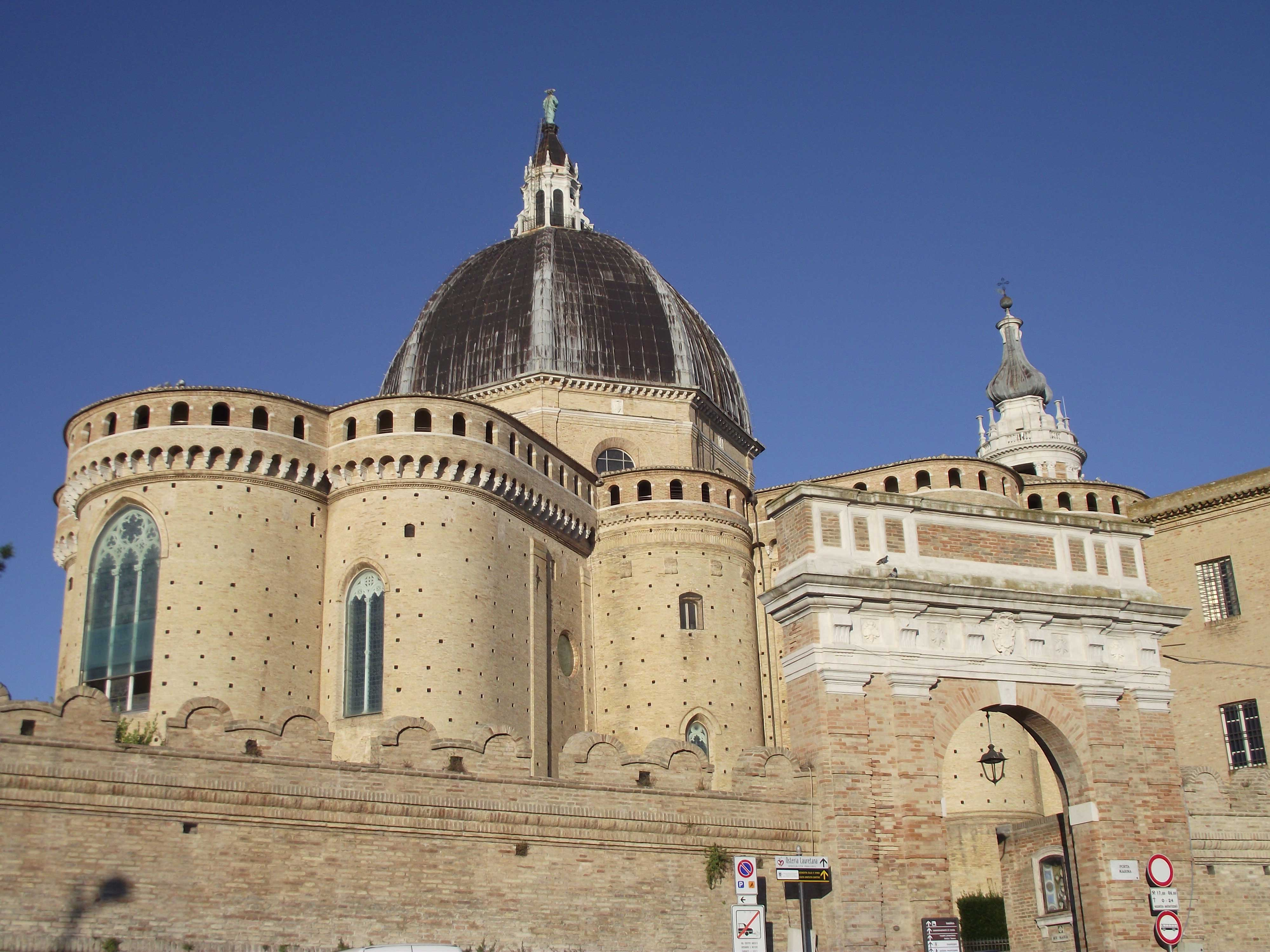
Autre point de vue sur les murs absidiaux

Dans les mêmes années, le 2 décembre 1475, il est à Civitanova Marche où il travaille pour le couvent de saint François. Le clocher du monastère et celui de l'église de Saint Augustin lui est attribué. Lui est attribué également le portail de la façade du Monte Pietà de Fermo.
Après avoir quitté la direction de la construction à Lorette, il s'établit à Ancône où il crée le portail de l'église de Santa Maria della Misericordia (la seule partie qui a survécu au bombardement du bâtiment). Les dernières informations que l’on ait de lui remontent à 1476 quand, à Fano il érige pour l'évêque Giovanni Tosi un portique devant la cathédrale de Fano, comme en témoigne un fragment de marbre portant l'inscription : MCCCCLXXVI Ioannes Tonsus Pontifex Fani divae Mariae Porticum dedit opus Marini Cedrini architects aedis a béni Marie à Laureto. Cependant, le porche sera démoli. Ni le lieu ni sa date de décès ne sont connus.

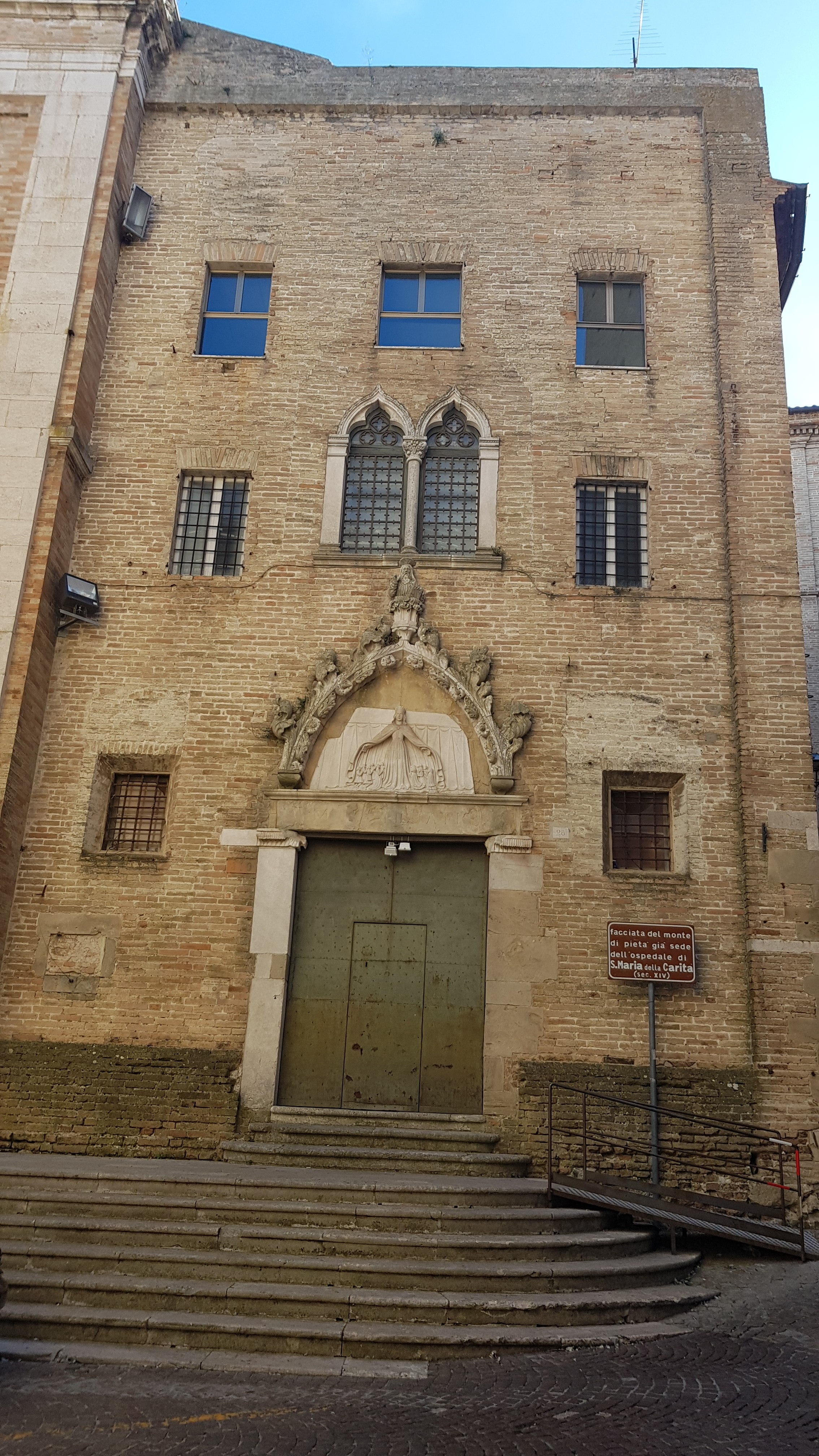
Façade du Monte Pietà de Fermo
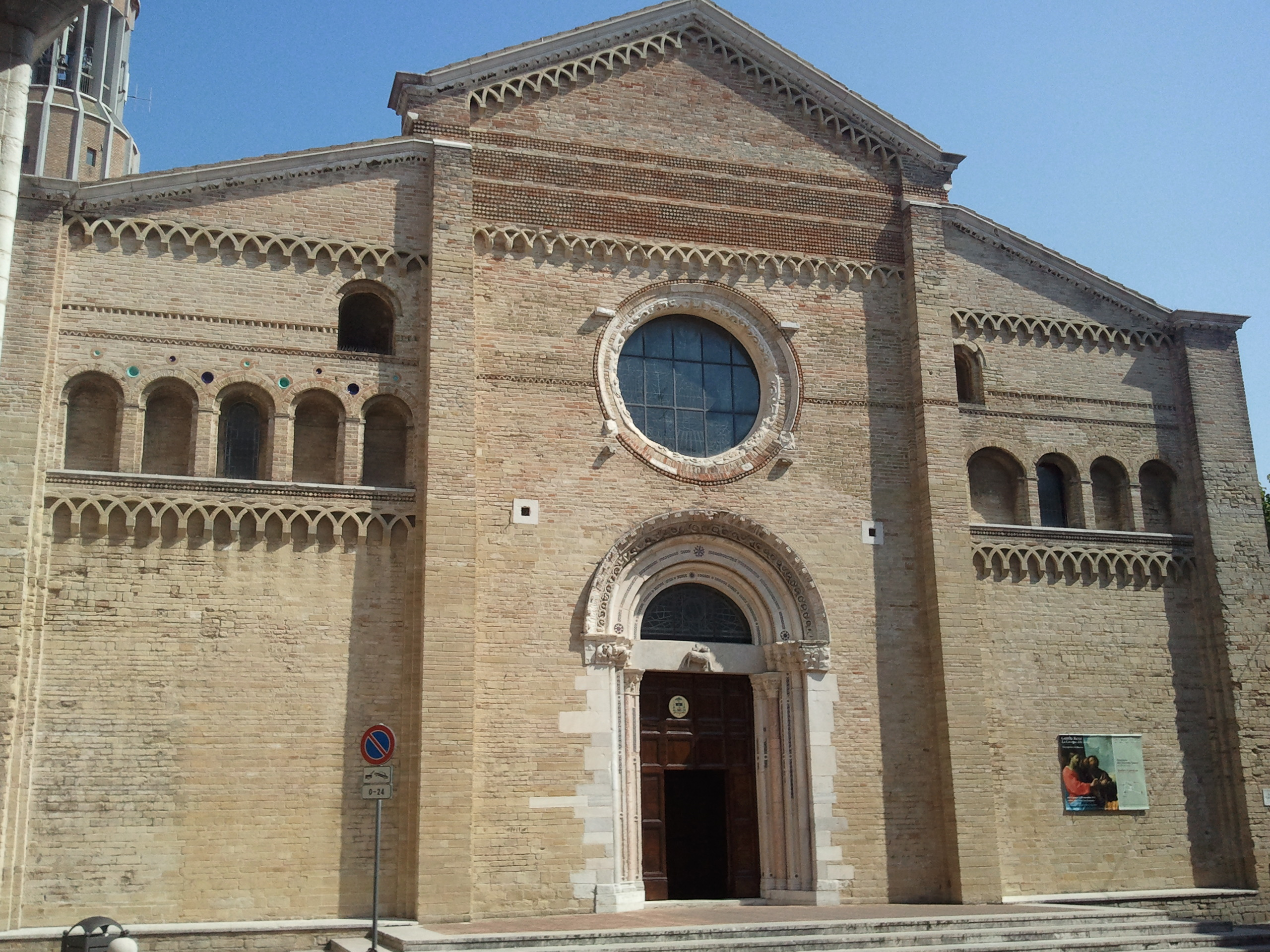
Duomo de Fano